# Vrabče
Vrabče este o localitate din comuna Sežana, Slovenia, cu o populație de 58 de locuitori.